# Raphconilia
Raphconilia es un género de foraminífero bentónico considerado un sinónimo posterior de Pseudovidalina de la subfamilia Aulotortinae, de la familia Involutinidae, del suborden Involutinina y del orden Involutinida. Su especie tipo es Asselodiscus primitivus. Su rango cronoestratigráfico abarcaba desde el Moscoviense superior (Carbonífero superior) hasta el Guadalupiense (Pérmico medio).

## Discusión
Clasificaciones más recientes incluyen Raphconilia en la subfamilia Pseudovidalininae, de la familia Pseudovidalinidae, de la superfamilia Lasiodiscoidea, del suborden Archaediscina, del orden Archaediscida, de la subclase Afusulinana y de la clase Fusulinata.

## Clasificación
Raphconilia incluye a las siguientes especies:
- Raphconilia modificata †